# ルートヴィヒ9世 (ヘッセン＝ダルムシュタット方伯)
ルートヴィヒ9世（Ludwig IX., 1719年12月15日 - 1790年4月6日）は、ヘッセン＝ダルムシュタット方伯（在位：1768年 - 1790年）。
ルートヴィヒ8世とその妃であったハーナウ＝リヒテンベルク伯ヨーハン・ラインハルト3世の娘シャルロッテ・クリスティーネ・マグダレーネ（1700年 - 1726年）の息子。ダルムシュタットで生まれた。
1790年にピルマゼンス（ラインラント＝プファルツ州）で死去、長男のルートヴィヒ10世が後を嗣いだ。
ルートヴィヒ9世とその妻ヘンリエッテ・カロリーネは、2023年現在のヨーロッパの全世襲君主の最も近い共通祖先である。

## 子女
1741年8月12日にプファルツ＝ツヴァイブリュッケン公クリスティアン3世の公女で、後のバイエルン王マクシミリアン1世の伯母にあたるヘンリエッテ・カロリーネ（1721年 - 1774年）と結婚し、以下の3男5女をもうけた。
1. カロリーネ（1746年 - 1821年） - ヘッセン＝ホンブルク方伯フリードリヒ5世妃
2. フリーデリケ（1751年 - 1805年） - プロイセン王フリードリヒ・ヴィルヘルム2世妃
3. ルートヴィヒ10世（1753年 - 1830年） - ヘッセン＝ダルムシュタット方伯、後にヘッセン大公
4. フリーデリケ・アマーリエ（1754年 - 1832年） - バーデン大公子カール・ルートヴィヒ妃
5. ヴィルヘルミーネ・ルイーザ（1755年 - 1776年） - ロシア皇帝パーヴェル1世妃
6. ルイーゼ（1757年 - 1830年） - ザクセン＝ヴァイマル＝アイゼナハ大公カール・アウグスト妃
7. フリードリヒ（1759年 - 1802年） - ブレスラウ司教
8. クリスティアン（1763年 - 1830年）